# Иризация
Ириза̀ция (от ст.гр.: ἶρις /ирис/ – „дъга“) – оптично явление, при което цветът на дадена повърхност се променя с промяна на зрителния ъгъл. Наблюдава се често по повърхността на сапунени мехури, при някои животни и някои минерали. Иризацията се дължи на интерференция и дифракция на светлината при многократни отражения в тънки полупрозрачни слоеве на съответната повърхност.

## Примери

### Жива природа
При животните иризацията най-често се дължи на микроструктурата на перата, люспите (вкл. люспите на пеперудите), кутикулата (насекоми) и др.
- Иризираща кутикула на Lamprima aurata
- Голяма ирисова пеперуда (Apatura iris) иризираща в синьо
- Перата на тялото и опашката на пауна иризират
- Под определен ъгъл, тънките крила на мухите иризират

### Нежива природа
Нееднородната структура (пукнатини и др. нарушения) на минералите може също да предизвика иризация. Често това е търсен ефект при скъпоценните и полускъпоценните камъни. Характерната иризацията на минерала лабрадор понякога се нарича „лабрадоризация“.
- Иризация на минерала лабрадор
- Гоетит
- Иризиращи облаци